# Kymmene älv

Topografisk karta över Kymmene älvs avrinningsområde.

Kymmene älv (finska: Kymijoki) är ett vattendrag i södra Finland. Älven förgrenar sig vid Pernoo, 12 kilometer från havet, och mynnar i Kotka och Pyttis ut i Finska viken på fem olika ställen.
Den västligaste av Kymmene älvs mynningsarmar – vid Abborrfors – utgjorde 1743–1809 gräns mellan Sverige och Ryssland.

## Flodbottnens föroreningar
Enligt Sydöstra Finlands miljöcentral är Kymmene älvs flodbotten en av de mest förorenade i hela världen, och anses i vissa delar till och med vara den mest förorenade flodbädden av studerade floder i hela världen. Bland annat är dioxin- och kvicksilverhalterna i bottensedimenterna höga. En orsak till detta var tidigare kemiska processer i pappersbruket i Kuusankoski.

## Bilder

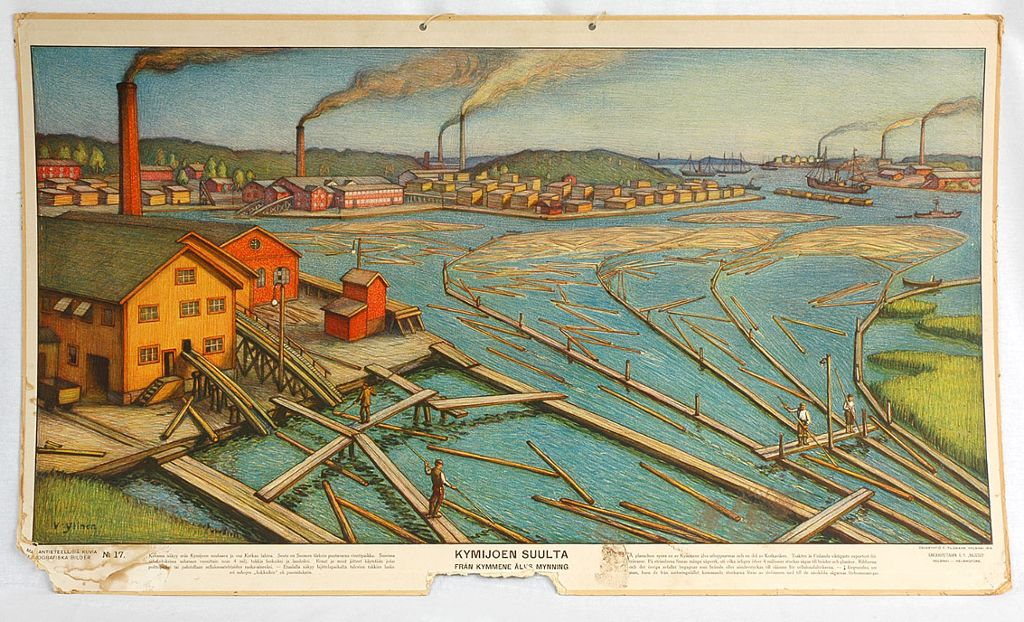
Från Kymmene älvs mynning, utbildningsaffisch från 1914.
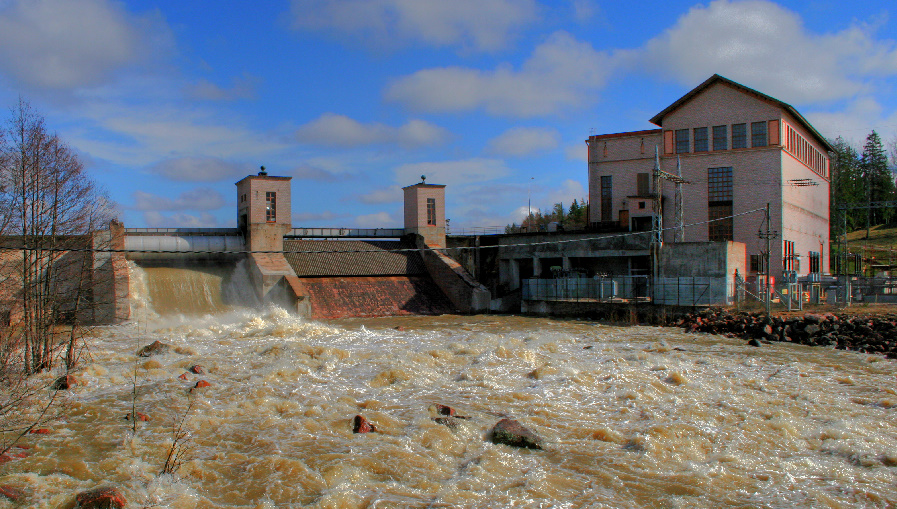
Vattenkraftverket, byggt 1933, i Sjöforsen på gränsen mellan Pyttis och Strömfors kommuner.
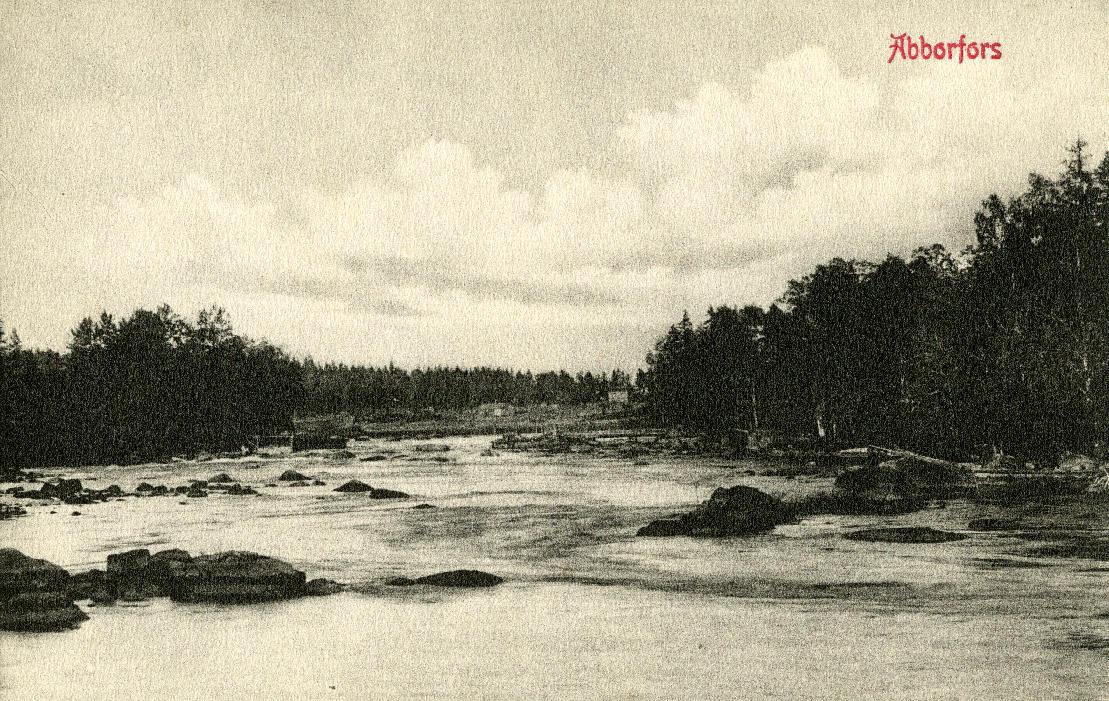
Forsen före kraftverket. Här löpte riksgränsen 1743-1809.
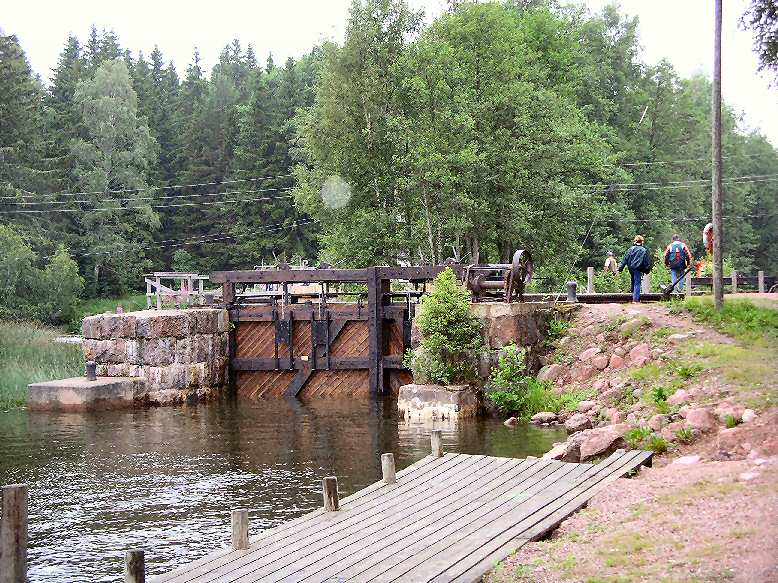
Stråka sluss i älvens Pyttisfåra. Byggd i början av 1900-talet.
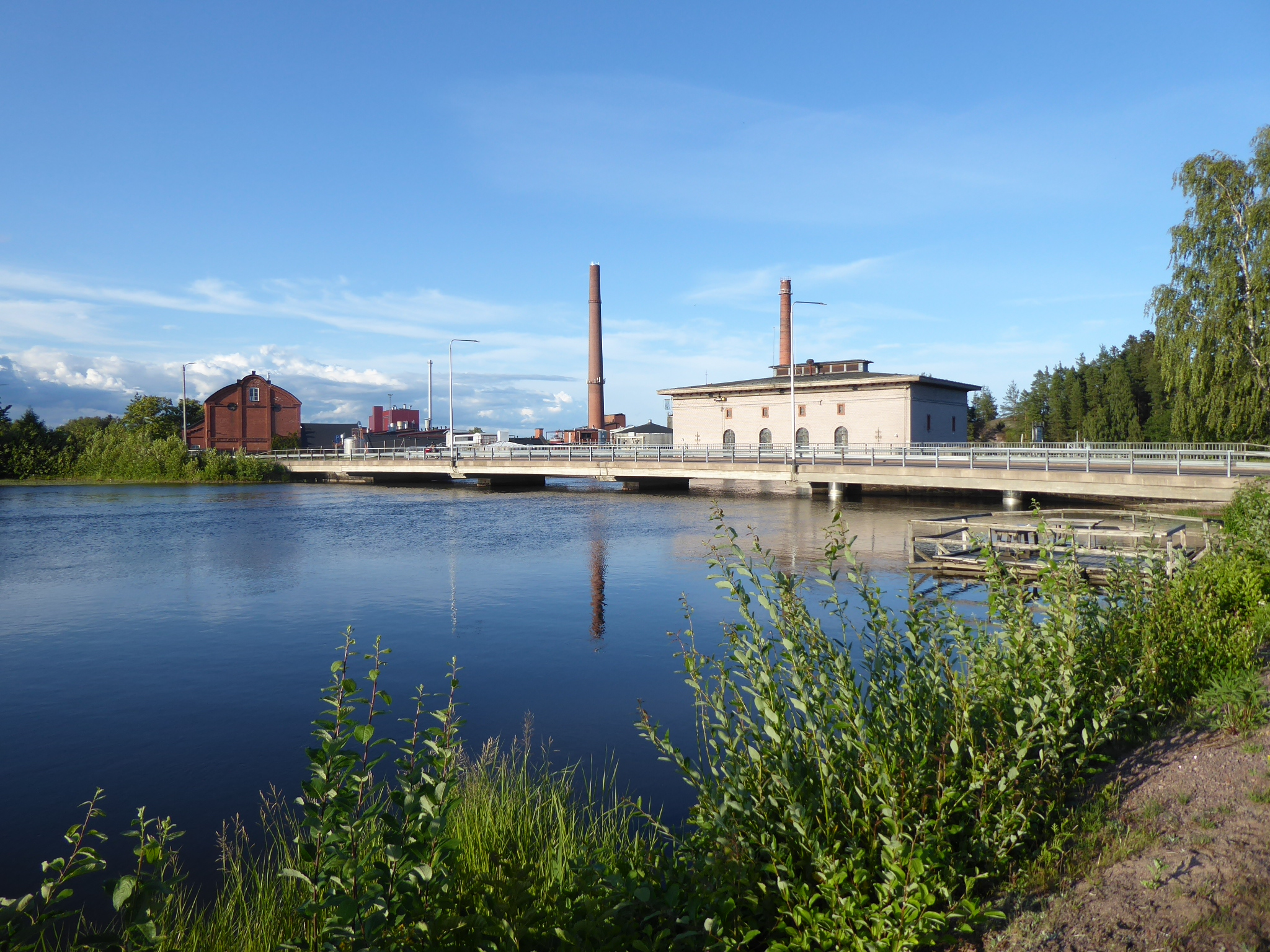
Kymmene älv vid Korkeakoski vattenkraftverk den 20 juli 2023.
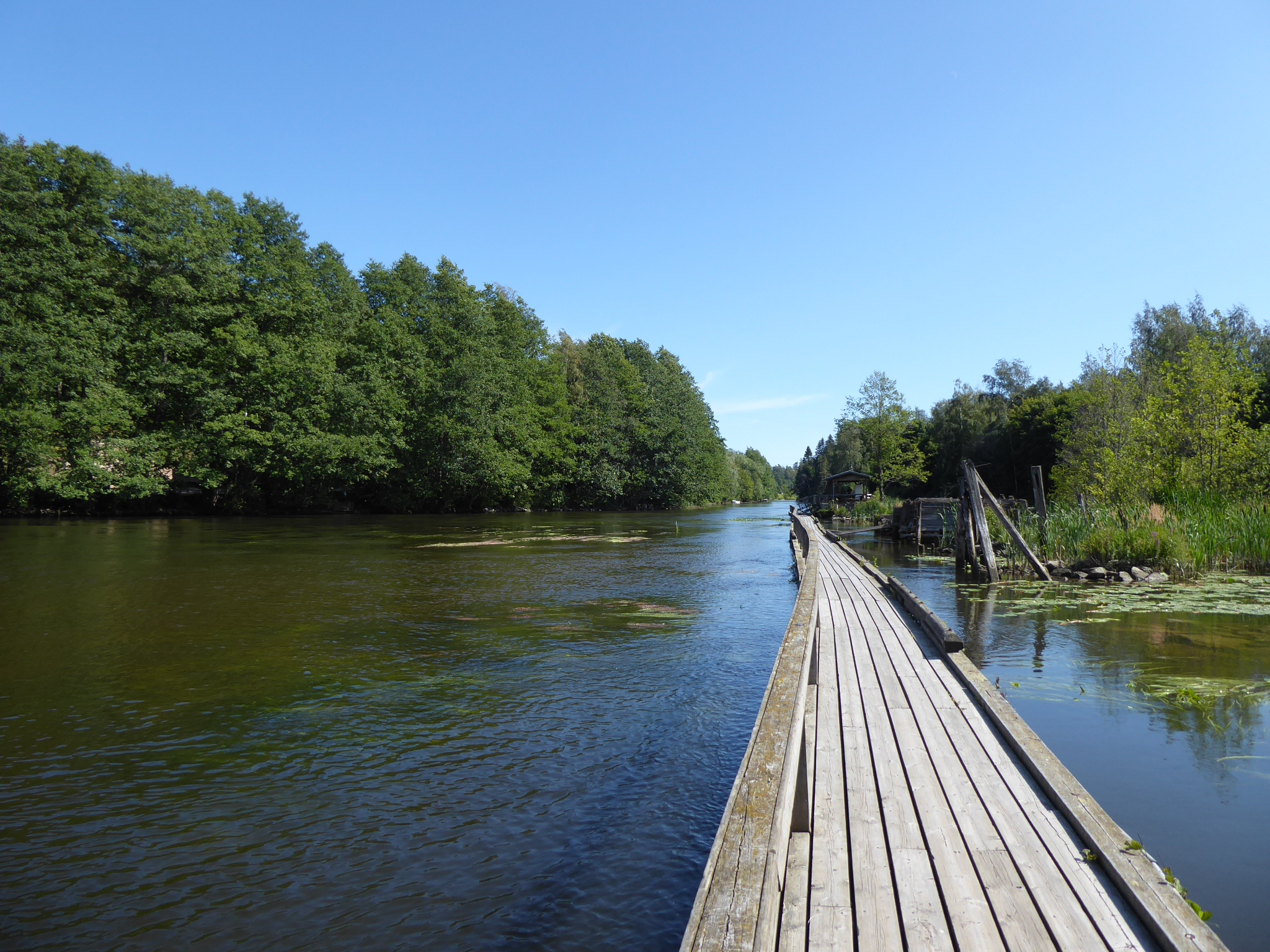
Fiskebrygga i Kymmene älv nedströms Korkeakoski vattenkraftverk den 23 juli 2023.